# Bambuseria
Bambuseria – rodzaj roślin z rodziny storczykowatych (Orchidaceae). Obejmuje 2 gatunki występujące w Azji Południowo-Wschodniej w takich krajach i regionach jak: Asam, południowe Chiny, wschodnie Himalaje, Indie, Laos, Mjanma, Tajlandia, Wietnam.

## Systematyka
Rodzaj sklasyfikowany do podplemienia Eriinae w plemieniu Podochileae, podrodzina epidendronowe (Epidendroideae), rodzina storczykowate (Orchidaceae), rząd szparagowce (Asparagales) w obrębie roślin jednoliściennych.
Wykaz gatunków
- Bambuseria bambusifolia (Lindl.) Schuit., Y.P.Ng & H.A.Pedersen
- Bambuseria crassicaulis (Hook.f.) Schuit., Y.P.Ng & H.A.Pedersen